# Marta (roman)
Marta (COBISS) je roman pisateljice Karoline Kolmanič, ki je leta 1975 izšel pri Pomurski založbi v Murski Soboti. 

## Vsebina
Tone, fant iz Slovenskih goric ima v času služenja vojaškega roka v Vojvodini afero s pevko Margarit, ki kasneje rodi hčerko. Tone se vrne domov in poroči Heleno, s katero pa ne moreta imeti otrok, zato iz Vojvodine pripelje posvojenko Marto, svojo pravo hčer. Marta je na osemnajsti rojstni dan žrtev nasilnega in pijanega očeta, zaradi česar se od nje odtujijo vsi prijatelji in tudi njena simpatija Henrik. Naslednji dan stopi na vlak in pobegne od doma v Nemčijo. Zaposli se pri Adamu Krennu, Židu, ki je preživel trpkost taborišča, in se zbliža z njim. Nekega dne jo obišče Henrik, ki ji pove resnico o njenem očetu. Po neodločnem poskusu samomora se s Krennom odpravita proti Martini domovini, a Krenn na poti umre. Marta se hrepeneča po domu pridruži zdomcu, ki ima isto pot kot ona, a na koncu oba umreta v prometni nesreči, še preden jima uspe doseči domovino.   